# Æbleskiver
Les æbleskiver (singulier : æbleskive  ; [ˈɛːb̥ləˌsɡ̊iːʊ̯ɐ]) aussi appelées appleskives sont des crêpes traditionnelles avec une forme distinctive de sphère. Leur nom signifie littéralement « tranches de pommes » en danois, bien que les pommes ne soient pas habituellement un ingrédient des versions modernes. D'une texture en quelque sorte similaire à celle des pancakes, des popover ou des Yorkshire pudding, les æbleskiver sont fermes comme des pancakes mais légères et moelleuses comme des popover. On l'écrit parfois aebleskiver ou ebleskiver.

## Poêle àæbleskiver

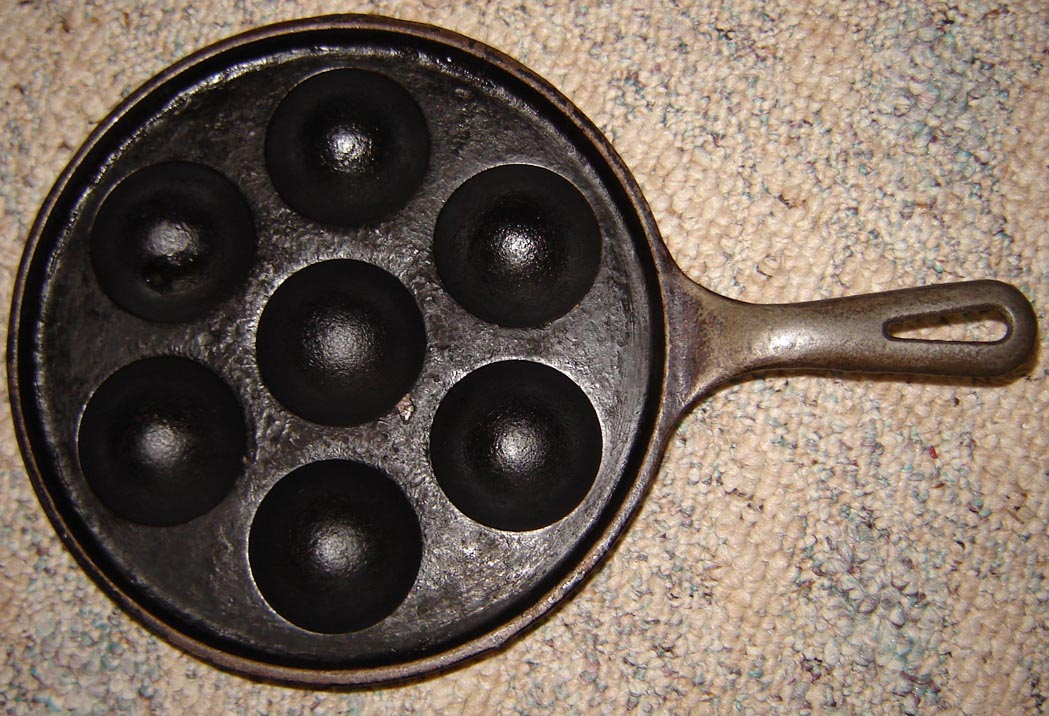
Poêle pour æbleskiver vue du dessus.

Les æbleskiver sont cuites sur le feu à l'aide d'une poêle spéciale munie de plusieurs renfoncements hémisphériques. La poêle existe en plusieurs versions pour le gaz ou les plaques électriques. Elles sont généralement en fonte, permettant une bonne retenue de la chaleur. Les modèles traditionnels en cuivre martelé existent mais sont principalement utilisés pour la décoration de nos jours.

## Préparation

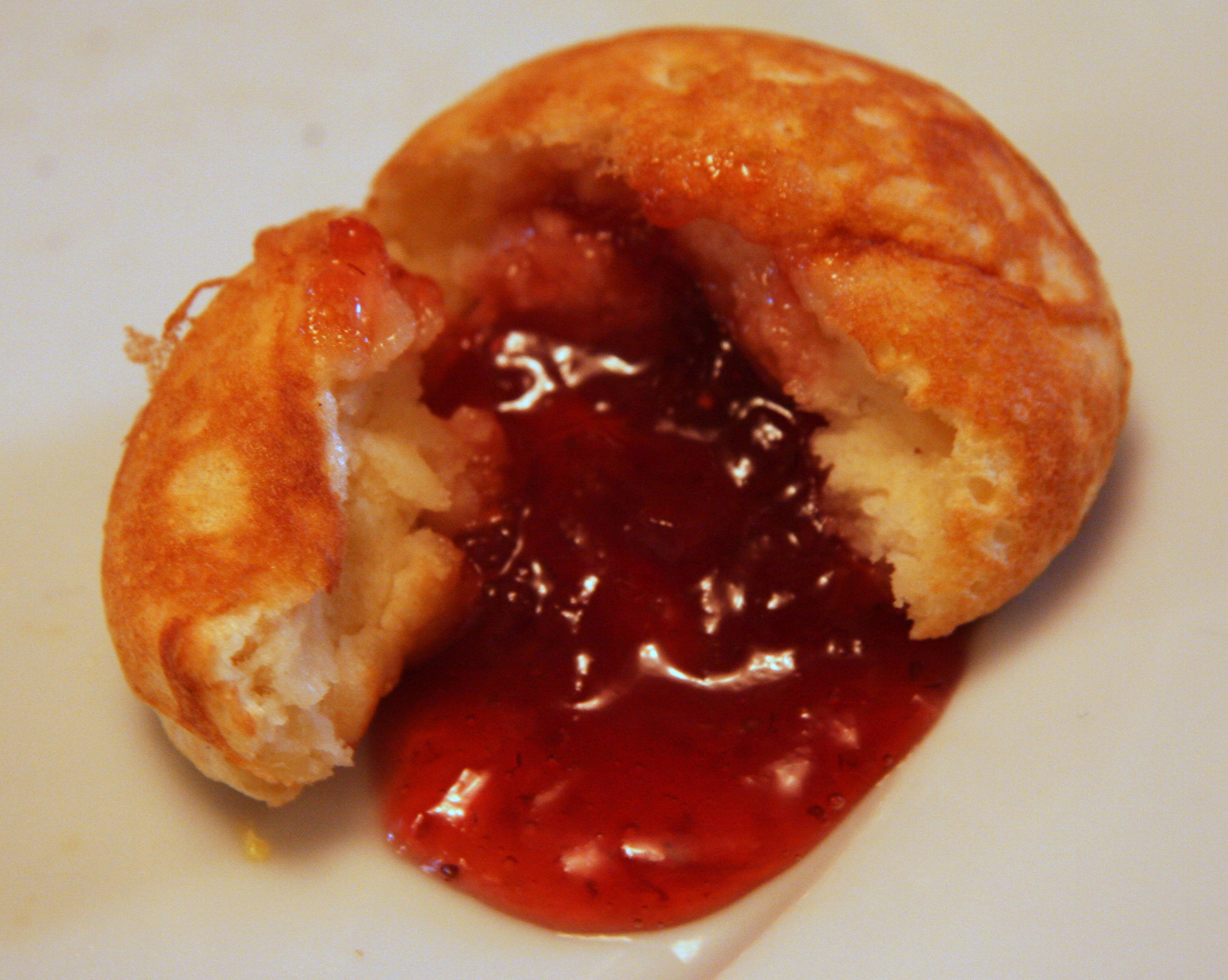
Un æbleskive avec de la confiture.

La pâte pour les æbleskiver contient habituellement de la farine de blé mélangée avec du babeurre, du lait ou de la crème, des œufs, du sucre et une pincée de sel. Certaines recettes incluent aussi de la matière grasse (généralement du beurre), de la cardamome, du zeste de citron pour améliorer le goût, un agent levant, le plus souvent de la levure chimique, mais parfois de la levure, pour aérer la pâte.
La pâte est versée dans les renfoncements huilés et, pendant que les æbleskiver commencent à cuire, ils sont retournés à l'aide d'une aiguille à tricoter, une brochette ou une fourchette pour leur donner leur forme caractéristique sphérique. Ils étaient traditionnellement garnis de morceaux de pomme (æble) ou remplis de compote de pomme mais ces ingrédients sont très rarement utilisés dans les formes modernes danoises de ce plat. Les æbleskiver ne sont pas sucrés mais sont traditionnellement servis trempés dans de la confiture de framboise, de fraise, de cassis ou de mûre et saupoudrés de sucre en poudre.
Les æbleskiver peuvent être vendus frits ou surgelés dans les supermarchés et il suffit de les réchauffer au four.

## Traditions

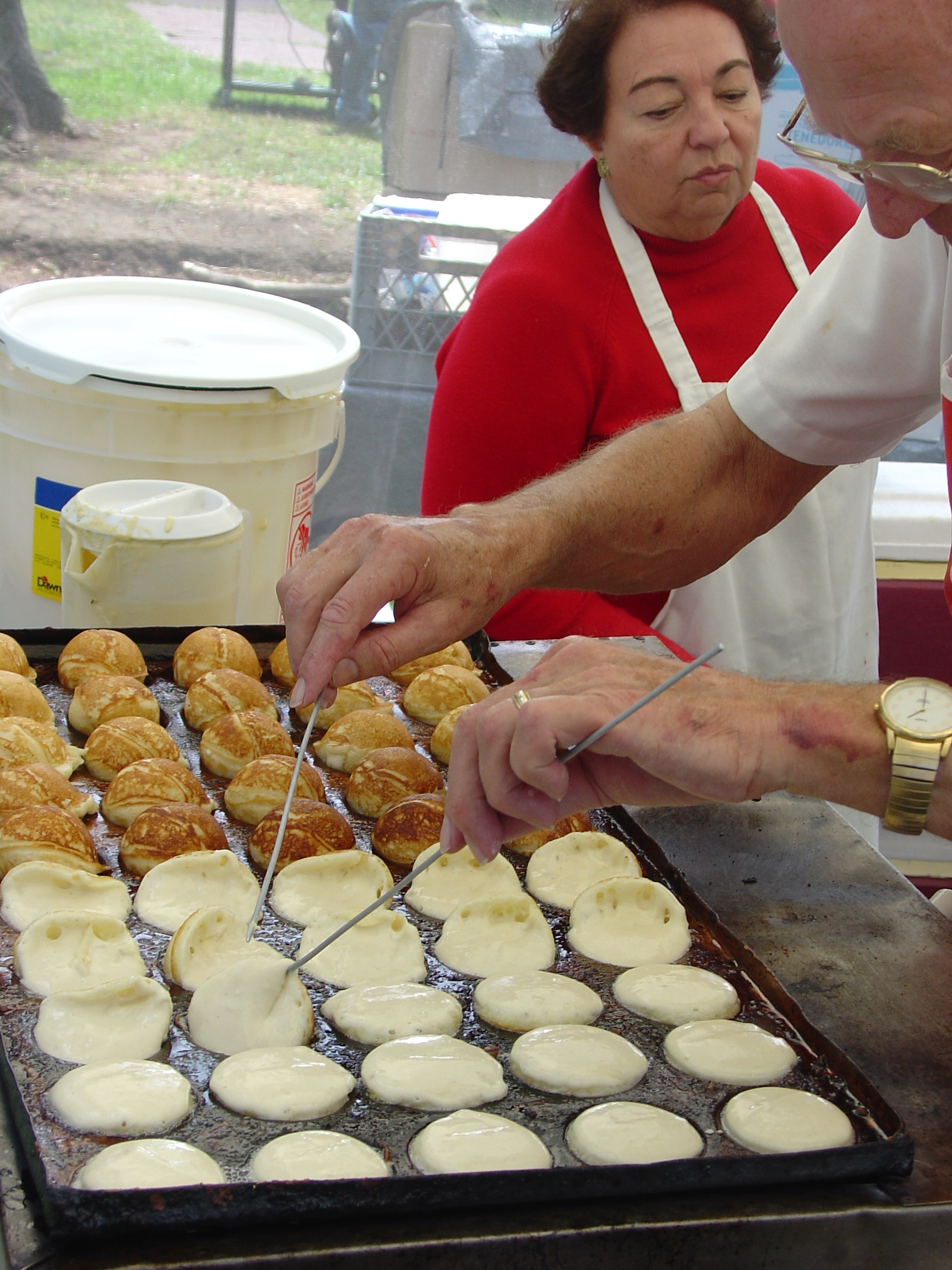
Les æbleskiver font partie du Festival scandinave annuel de l'Université luthérienne de Californie à Woodland Hills.

Au Danemark, les æbleskiver sont consommés à Noël et les jours qui le précèdent. En décembre, ils sont souvent servis avec du gløgg, le vin chaud scandinave. En Norvège, les gaufres chaudes occupent la même place que les æbleskiver au Danemark.
Ils sont aussi souvent vendus sur les marchés de bienfaisance, par des organisations de scoutisme, des rassemblements sportifs locaux et proposés au cours des anniversaires à cause de leur popularité et leur préparation facile. Des associations de bénévoles peuvent générer des profits en les préparant à partir des produits surgelés et en les vendant par trois, avec les garnitures habituelles.
En Amérique du Nord, il y a plusieurs évènements annuels qui célèbrent les æbleskiver et la culture danoise, au cours desquels des églises et des musées organisent des « souper d'æbleskiver » et des évènements similaires.